# Ernest Gellner
Ernst Gellner (d. 9 decembrie 1925 - d. 5 noiembrie 1995) a fost un profesor-cercetător la Central European University, membru fondator și director al Centre for the Study of Nationalism, este recunoscut ca teoretician al modernității, "excelent orator, profesor inzestrat, un exemplar al acelei specii rare de savant al secolului XX". Dintre volumele apărute sub semnătura sa:
- Words and Things (1959),
- Thought and change (1964),
- Spectacles and Predicaments (1979),
- Nations and Nationalism (1983),
- The Psychoanalytic Movement (1985),
- Culture, Identity and Politics (1987),
- State and Society in Soviet Thought (1988),
- Plough, Sword and Book (1988),
- Encounters with Nationalism (1994),
- Conditions of Liberty: Civil Society and Its Rivals [Conditiile libertatii. Societatea civila si dusmanii ei] - a se vedea și Diviziunea muncii în viziunea lui Gellner

1. 1 2 3  Autoritatea BnF, accesat în 10 octombrie 2015
2. 1 2  Database of the Military Historical Archive, accesat în 30 noiembrie 2020
3. 1 2  Ernest Gellner, SNAC, accesat în 9 octombrie 2017
4. 1 2  Ernest Gellner, Opća i nacionalna enciklopedija
5. 1 2 3  The Fine Art Archive, accesat în 1 aprilie 2021
6. ↑  Departmental archives of Hauts-de-Seine, accesat în 8 iunie 2024
7. ↑  Ernest Gellner, Internet Philosophy Ontology project, accesat în 9 octombrie 2017
8. ↑  „Ernest Gellner”, Gemeinsame Normdatei, accesat în 31 decembrie 2014
9. ↑  Czech National Authority Database, accesat în 23 noiembrie 2019
10. ↑  „Ernest Gellner”, Gemeinsame Normdatei, accesat în 31 martie 2015